# Airport Heights (Teksas)
Airport Heights je naseljeno mjesto za statističke potrebe u američkoj saveznoj državi Teksas. Prema popisu stanovništva iz 2010. u njemu je živjelo 161 stanovnika.